# البرلمان التشريعي في نيبال
البرلمان التشريعي في نيبال (بالإنجليزية: Legislature Parliament of Nepal)‏ هو الهيئة التشريعية في نيبال،  وتأسس عام 2013، ويتكون من 601 مقعداً.